# 馬利卡希爾 (新澤西州)
馬利卡希爾（英語：Mullica Hills）是位於美國新澤西州格洛斯特縣的普查規定居民點。

## 人口
根據2020年美國人口普查的數據，馬利卡希爾的面積為9.77平方千米，當中陸地面積為9.71平方千米，而水域面積為0.06平方千米。當地共有人口4698人，而人口密度為每平方千米480.86人。